# Julius Rüb
Julius Rüb (né le 17 septembre 1886 à Hütschenhausen et mort le 27 décembre 1968 à Landstuhl) est un agriculteur et homme politique allemand (SPD).

## Biographie
Rüb est le fils d'un fermier. Après avoir étudié à l'école d'agriculture de l'arrondissement de Kaiserslautern, il travaille dans l'exploitation de ses parents, qu'il reprend en 1911 après avoir travaillé comme élève dans divers domaines agricoles à partir de 1908. Il travaille ensuite comme agriculteur indépendant à Hütschenhausen jusqu'en 1948.

## Parlementaire
Rüb est membre de l'Assemblée consultative de l'État de Rhénanie-Palatinat en 1946/47 et est ensuite élu au Landtag de Rhénanie-Palatinat, dont il est membre jusqu'en 1959.

## Autres mandats
Rüb est maire de la commune de Hütschenhausen de 1920 à 1933 et de nouveau à partir de 1945.

## Honneur
L'État de Rhénanie-Palatinat lui a décerné la plaque Freiherr vom Stein.